# スタンド・ウィズ・シリア・ジャパン
スタンド・ウィズ・シリア・ジャパン（英: Stand with Syria Japan）とは、シリア危機の人道・人権分野を専門とする日本のNGO。シリア北西部に現地スタッフをもつ唯一の日本のNGOとしてシリア北西部（非アサド政権支配地域）で緊急人道支援、教育支援、人権保護活動を行うと同時に、アドボカシーや政策提言活動も展開する。略称はSSJ。2015年より学業の傍らシリア市民の支援を行っていた山田一竹を中心に活動が開始し、それを引き継ぐ形で2017年4月に学生メンバーが中心となり非営利団体として正式に発足した。2019年5月に特定非営利活動法人格取得。現在、東京、ベルリン、シリア国内に拠点に構え活動を展開している。

## 概要
2017年4月1日に正式発足した日本のNPO法人である。団体のミッションは「シリアの人々を独裁体制・権力主義から解放し、民衆と共に自由で民主的な社会を構築する」。このミッションに従い、シリア国内で緊急人道支援、教育支援、雇用創出事業を展開する。同時にシリアにおける重大な人権侵害や国際法違反を専門に日本市民社会や日本政府に向けたアドボカシー活動や政策提言も行っている。活動の全てはヒューマニズム（人道主義）の観点から非営利・非政府・非宗教目的で運営されている。　

## シリア内戦におけるスタンス
団体の活動信念を「Sense of Humanity」と掲げ、政治的な言説に絡め取られない位置からの活動を得意としており、特定の政治や武装組織の支持はしないスタンスを貫いている。一方で、団体の活動信念とされている「Sense of Humanity」の立場から、今世紀最大の人道危機を招いた市民への殺戮を続けるアサド政権や同盟国を非常に強く批判する立場を取っている。
現地で人道支援活動を行っている国際機関やＮＧＯは、 住宅や学校に加えて、病院がアサド政権に意図的に攻撃され、けが人の治療ができなくなっていると指摘している。圧倒的な制空権を持ち、無差別に人を殺傷する「極めて非人道的な兵器」とされている樽爆弾や、塩素ガスと見られる化学兵器の使用まで指摘されているアサド政権による攻撃で、子どもを含む大勢の犠牲者が出ており、国連のグテーレス事務総長も「この世の地獄」と呼ぶ、極めて深刻な人道危機が起きてきた。
しかし、日本では、世界の多くの難民を受け入れている国々の見解とは異なり、シリアを支援すると標榜する団体や個人の中にも、自国民を大量に拘束、拷問、空爆、虐殺しているアサド政権やその同盟国を支持し、擁護する者たちが、多く存在している状況がある。
その中で、この団体が、人道上の立場から一貫してアサド政権を非常に強く批判する立場を取ってきたことは、特筆すべきことである。  

## 過去の活動一覧

### 今、彼らに等身大で向き合う―『それでも僕は帰る 〜シリア 若者たちが求め続けたふるさと〜』 上映会・討論会
山田一竹の個人での活動時代である2016年1月14日に立教大学池袋キャンパスにて開催。ドキュメンタリー映画「それでも僕は帰る」の上映。シリア人のドキュメンタリー監督であるタラール・デルキがインターネット電話で登壇した。

### 「シリア−戦火と愛の慟哭…その狭間を生きる命『シリア・モナムール』上映会・講演会」| 同時開催写真展
山田一竹の個人での活動時代である2016年12月23日に立教大学池袋キャンパスにて開催。ドキュメンタリー映画『シリア・モナムール』の上映に併せて、アラブ文学者山本薫や在日シリア難民などが登壇した。また、現地で活動するホワイトヘルメットの隊員とSkypeで会場を繋ぎ、イベント開催の直前に陥落したアレッポ東部の様子の報告や、日本へのメッセージを受信している。ホワイトヘルメット隊員とのSkype中継は、日本初の試みであった。

### 国際法の見地から捉えるシリア危機 -国連シリア調査委員会による報告と国際的訴追の展望- “Syria Crisis” and the Findings of UN Commission of Inquiry: Prospect of International Prosecution
2018年3月21日に東京大学駒場キャンパスにてStand with Syria Japan (SSJ) と東京大学大学院「人間の安全保障」プログラム (HSP) との共同主催、国際人権NGO Human Rights Watch（HRW）の共催でシリア内戦における国際法違反を追及する研究セミナーを開催。
シリア内戦勃発後に国際犯罪を含む重大な国際法違反が横行している状況を踏まえ、人権蹂躙・侵害におけるアカウンタビリティ（責任明白化）を確保していくためのセミナーとなり、具体的な犯罪者の訴追についても議論することが目的となった。

### エイハム・アハマド招聘プロジェクト
2018年4月14日に東京大学駒場キャンパスにて開催。シリアの首都近郊のヤルムーク難民キャンプ出身で、「シリアの戦場のピアニスト」、「現代の戦場のピアニスト」として知られる、エイハム・アハマドを日本に初招聘する試みであった。SSJによるアハマドの初招聘の成功と、戦地で人々に希望を届けるために、命を顧みずにピアノを弾き続けた音楽家の初来日公演は日本各地のマスコミでも大きく取り上げられた。
企画はクラウドファンディングを通して募った支援金約170万円を元に運営。代表の山田は2年越しでこの企画の実現に漕ぎ着け、パレスチナ系シリア人であるために、無国籍であり二重難民であるアハマドの来日を叶えるために様々な機関と交渉を続けたことも大きな話題を呼んだ。プロジェクトはシンポジウム（東京）、演奏会（東京・広島）の複数イベントから構成された。イベントはいずれも国連難民高等弁務官事務所（UNHCR）やHuman Rights Watch（HRW）などの国際組織の後援を得た。
アハマドは3日間のイベントを通し、「どうか、シリアで起きていることを関係ないと思わずに目を向け続けてください。シリアに平和をもたらすのは市民の行動です。」とメディアに向けてメッセージを残した。山田は、「私たちと何にも変わらない人間が、この瞬間も危機の中を懸命に生きており、彼らは人間の尊厳とただ平和に生きることを求め続けている。私たちは、彼らと共にあるという連帯を示して行きたい。」と述べている。

### SSJ連続セミナー「シリーズ "シリアを知る"：Getting to Know Syria」
シリア危機に対する理解を深めるための連続セミナー「シリーズ “シリアを知る”：Getting to Know Syria」を展開している。
シリアに関係のある専門家を講師として招き、セミナー形式で活動が継続している。

#### 第１回
第１回目では「シリア内戦」に焦点が当てられ、軍事ジャーナリストの黒井文太郎が講師として招かれた。